# 대한민국 민법 제115조
대한민국 민법 제115조는 대리의 현명주의에 관한 민법 조문이다.

## 조문
민법 제115조 (본인을 위한 것임을 표시하지 아니한 행위) 대리인이 본인을 위한 것임을 표시하지 아니한 때에는, 그 의사표시는 자기를 위한 것으로 본다. 그러나 상대방이 대리인으로서 한 것임을 알았거나 알 수 있었을 때에는, 직접 본인에게 대하여 효력이 생긴다.

## 판례
- 상대방이 대리인으로서 한 것임을 알았거나 알 수 있었을 때에는 직접 본인에게 대하여 효력이 생긴다[1].

- 매매위임장을 제시하고 매매계약을 체결하는 자는 특단의 사정이 없는 한 소유자를 대리하여 매매행위 하는 것이라고 보아야 한다[2].

- 대리인이 마치 본인처럼 행세하여 본인의 명의로 계약을 맺었고 상대방도 대리인을 본인으로 안 경우, 이 계약의 효력은 본인에게 미치지 않고 대리인 자신이 법률효과의 당사자가 된다[3].

- 대리에 있어 본인을 위한 것임을 표시하는 이른바 현명은 반드시 명시적으로만 할 필요는 없고 묵시적으로도 할 수 있는 것이고, 채권양도통지를 함에 있어 현명을 하지 아니한 경우라도 채권양도통지를 둘러싼 여러 사정에 비추어 양수인이 대리인으로서 통지한 것임을 상대방이 알았거나 알 수 있었을 때에는 민법 제115조 단서의 규정에 의하여 유효하다.[4]

## 상행위의 경우
상행위의 대리에는 현명주의가 적용되지 않아 “상행위의 대리인이 본인을 위한 것임을 표시하지 아니하여도 그 행위는 본인에 대하여 효력이 있다. 그러나 상대방이 본인을 위한 것임을 알지 못한 때에는 대리인에 대하여도 이행의 청구를 할 수 있다”.